# Juodvalkis (Familienname)
Juodvalkis ist ein litauischer männlicher Familienname.

## Herkunft
Das Wort juodas bedeutet 'schwarz' + -valkis (Suffix).

## Weibliche Formen
- Juodvalkytė (ledig)
- Juodvalkienė (verheiratet)
- Juodvalkė (neutral)

## Personen
- Antanas Juodvalkis (* 1937), Forstwissenschaftler, Professor und Prorektor
- Egidijus Juodvalkis  (*  1988), Straßenradrennfahrer